# Jochen Weigert
Joachim „Jochen“ Max Weigert (* 7. Dezember 1922; † 1. Januar 1950) war ein deutscher FDJ-Funktionär.

## Leben
Als Jugendlicher emigrierte er 1936 mit seinen aus Breslau stammenden Eltern nach England und kehrte 1945 nach Deutschland zurück. 1939 gehörte er zu den Mitbegründern der FDJ in Großbritannien. 1946 trat Jochen Weigert in die SED ein. Auf der Stadtdelegiertenkonferenz der Freien Deutschen Jugend (FDJ) im Mai 1949 wurde er einstimmig zum 1. Vorsitzenden der FDJ von Berlin gewählt. Am 30. Dezember 1949 erlitt er einen schweren Verkehrsunfall am Autobahnabzweig bei Königs Wusterhausen, an dessen Folgen er im Alter von 27 Jahren starb.

## Ehrungen
Nach Jochen Weigert war der heutige VfB Berlin-Friedrichshain 1911, ein Jugendheim in der Ostberliner Bersarinstraße, ein  FDGB-Erholungsheim in Ostseebad Kühlungsborn und die FDJ-Landesschule in Pätz benannt. Heute trägt eine Straße in Brieselang seinen Namen.